# リチャード・メンター・ジョンソン
リチャード・メンター・ジョンソン（英語: Richard Mentor Johnson, 1780年または1781年[a]10月17日 - 1850年11月19日）は、アメリカ合衆国の政治家。第9代副大統領。憲法修正第12条に基づいて上院によって選出された唯一の副大統領である。ジョンソンはまた、その政治経歴をケンタッキー州選出の連邦下院および上院議員として始め、ケンタッキー州下院議員として終えた。

## 概要
1806年に連邦下院議員に選出された。彼はタカ派として同郷のヘンリー・クレイと同盟して1812年にイギリスとの戦争を支持した。米英戦争が始まるとジョンソンは陸軍大佐に任命された。彼と彼の兄ジェームズはアッパー・カナダにおいてウィリアム・ハリソンの下で戦った。テムズの戦いに参加し、ショーニー族の指導者テクムセを殺害したとされる。彼はこれを後の政治活動に利用した。
戦後ジョンソンは下院議員に復帰し、1819年に辞任したジョン・クリッテンデンの後を継いで上院議員に転身した。彼が経歴を積み重ねるにつれ、ムラートの奴隷であったジュリア・チンと内縁関係にあったことが批判され、大きなダメージとなった。奴隷と関係を持った他の政治家と異なり、ジョンソンはチンとの関係を公に認め、彼女を内縁の妻とみなした。彼はチンとの間に生まれた二人の娘に関して自由を要求し、その選挙区にいくつかの狼狽をもたらした。その関係は1829年の選挙で再選を阻んだ大きな要因であったが、選挙民は翌年彼を下院議員に復帰させた。
1836年、ジョンソンはマーティン・ヴァン・ビューレンの伴走候補者として民主党に指名された。「ランプシー・ダンプシー、ランプシー・ダンプシー、ジョンソン大佐はテクムセを殺した。 Rumpsey Dumpsey, Rumpsey Dumpsey, Colonel Johnson killed Tecumseh」のスローガンで選挙戦を戦ったが、バージニア州の選挙人団がジョンソンへの投票を拒否し、選出に必要な過半数148票に1票足りず、決選投票によって選出されることとなった。
1836年の選挙で前述のような結果となったため、民主党は1840年の選挙に副大統領候補として指名するのを拒否した。ヴァン・ビューレンは伴走候補者無しで選挙運動を行い、ウィリアム・ハリソンに敗れた。ジョンソンはその後幾度かの選挙に落選し、結局1850年にケンタッキー州下院議員に当選した。彼は1850年11月19日、任期からちょうど2週間後に死去した。

## 生い立ち
リチャード・メンター・ジョンソンは1780年10月17日、ロバート・ジョンソンおよびジェミマ（サゲット）ジョンソン夫妻の11人の子どもの5番目として生まれた。当時一家は新たに設立された「ベアーグラス」、現在のルイビル近郊に住んでいた。ケンタッキーの大半は1792年までバージニアの一部であった。1782年までに一家はファイエット郡のブライアンズ・ステーションに移り住んだ。

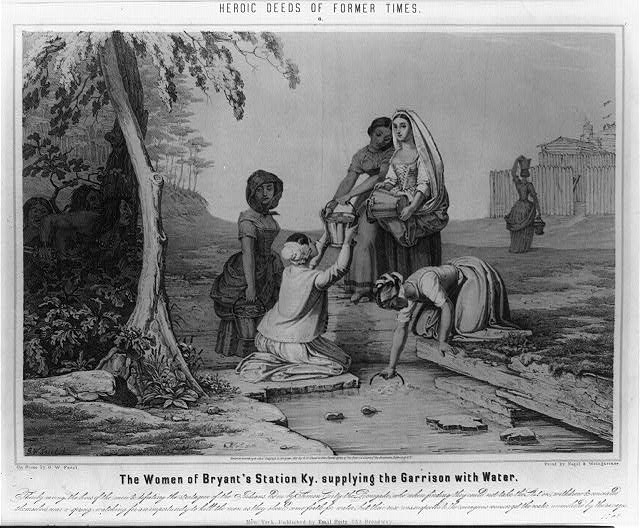
ブライアンズ・ステーションで水を汲む女性達

ジョンソンの母親は1782年8月に起きたブライアンズ・ステーションにおけるサイモン・ガーティーの襲撃において、その行動からヒロインとみなされた。ガーティーの軍が砦を包囲したとき、その内部には水が無かった。多くのインディアンが、植民地が泉から引いた水のそばに身を潜めた。しかしながら砦の住民は、彼らが柵を占領できると確信するまで、現れることはありそうもないと考えていた。ジェミマ・ジョンソンは最初に、女性達が普段通りに泉に水を汲みに行くという計画に賛成した。それにはインディアンが女性達を襲うという危険があり、男性達の多くが計画に難色を示したが、他に方法は無く彼らは結局黙認することになった。日の出の一時間後、女性達は水を汲んで無事に戻った。その後まもなく襲撃が始まった。インディアンの戦士の一隊が何軒かの家と厩舎に火を放ったが、風のため炎は広がらなかった。砦の子どもたちは女性達が汲んだ水を使って火を消した。敵の放った火のついた矢がジョンソンの寝るベッドに突き刺さった。しかし姉のベッツィが素早くそれを消した。午後になって援軍がレキシントンとブーン・ステーションから到着し、砦は救われた。
1784年までに一家は再び転居し、スコット郡のグレート・クロッシングに居を構えた。そこはジョンソンの父親がパトリック・ヘンリーおよびジェームズ・マディソンから購入した土地であった。ジョンソンの父親は測量士であり、精選された土地を購入し、適度の財産を築き上げた。
ジョンソンの伝記では、彼が公的な教育を初めて受けたのは15歳になってからだと記されている。そして、その後まもなくレキシントンのトランシルヴァニア大学に入学した。彼が通学したという記録は現在存在しないが、1802年以前の記録は不完全である。1799年までに彼はジョージ・ニコラスとジェームズ・ブラウンから法律を学んだ。1802年にはケンタッキー州で法曹界入りし、グレート・クロッシングで事務所を開業した。その後彼は兄弟と共に、小売店を経営し、多くの投機的事業を手がけ、富裕層に対して訴訟を行った。ジョンソンはプロボノを行い、貧民のためにしばしば働いた。また、彼は軍務で障害者になった人々や未亡人、戦災孤児に家を公開した。

## ジュリア・チンとの関係
ジョンソンには結婚を約束した女性がいたが、家風に合わない、家族にふさわしくないとして母親が結婚に反対し、破談になった経緯がある。ジョンソンは母親の干渉に対して復讐を誓い、父親が死去すると、受け継いだ元奴隷であるジュリア・チンと内縁関係を持った。チンは色白のオクトルーン（黒人の血が1/8）であった。にもかかわらず、彼女は法的には黒人であり、そのことがジョンソンとの結婚を妨げた。ジョンソンは公的地位にいる間、チンを内妻として扱った。ジョンソンはケンタッキーの自宅から離れている間、チンに彼の商務における行動の自由を与えた。
ジュリア・チンは1833年の夏にコレラのため死去した。チンの死後、ジョンソンは別の奴隷との関係を持った。彼女が別の男性と関係を持ってジョンソンから離れようとすると、ジョンソンは彼女を捕らえて競りで売却した。彼はその後彼女の妹と関係を持った。
ジョンソンとチンには二人の娘、アダリーン・チン・ジョンソンおよびイモージェン・チン・ジョンソンがいた。ジョンソンは二人が教育を受けられるよう取りはからった。娘達は白人男性と結婚し、ジョンソンは自身の財産から大きな土地を与えた。アダリーン・チンには子どもがおらず、1836年に死去した。ジョンソンはイモージェンを娘として取り扱ったものの、彼女はジョンソンの財産を相続しなかった。ジョンソンの死に際してファイエット郡の裁判所は「彼は未亡人、子ども、父親、母親ともいないまま死去した」と裁決し、彼の兄弟のジョンとヘンリーにその財産を相続させた。

## 政治経歴
ジョンソンはその政治経歴を、1804年に選出されたスコット郡選出のケンタッキー州下院議員から始める。選出当時彼は23歳であった。ケンタッキー州憲法では下院議員の年齢を24歳以上に制限していたが、ジョンソンは非常に人気があり、誰も彼の年齢に関する疑問を提示せず、彼は議員に就任することができた。彼はすぐに司法委員会に加わった。彼は在任中、土地の投機者から移住者を保護するための法律を支持した。1807年1月26日に彼はバーの陰謀を非難する声明を発表した。
ジョンソンは1806年まで州下院議員を務め、その後民主共和党の候補として第10議会に選任された。1806年8月の選出時、彼はアメリカ合衆国憲法が定める必須年齢の25歳に達していなかったが、翌年3月の議会開催時には規定の年齢に達していた。彼は連続六期を務め、1807年から1813年まで第4選挙区から選出、1813年から1815年まで大選挙区、1815年から1819年まで第3選挙区から選出された。彼は議会で貧民の関心を訴え続け、第一合衆国銀行の再認に反対したことで国中の注目を集めた。
ジョンソンは第11議会（1809年 - 1811年）において下院請求委員会の委員長を務めた。委員会は独立戦争の退役軍人によって提起された金融請求訴訟を審判するのに責任を負った。委員長の立場で彼は、ワシントン政権下でアレクサンダー・ハミルトンが削減させた賃金に対してハミルトン未亡人のクレームを委員会が承諾するのに影響を及ぼそうとした。ハミルトンは対立党の連邦党の中心人物であったが、ジョンソンはハミルトン未亡人に同情し、自らの任期終了前に賃金の支払いを保証した。

## 米英戦争
ジョンソンは米英戦争中の1813年にケンタッキー義勇軍の大佐に委任され、ロウワー・カナダにおいてイギリス軍に対峙して連隊を指揮した。彼は戦いの中でショーニー族の酋長テクムセを殺したことで賞賛された。このことが疑わしかったにもかかわらず、ジョンソンはその後政治経歴の中でそれを利用した。ジョン・クリッテンデンの辞職による空席で彼はアメリカ上院に選任され、1819年12月10日から1829年3月3日まで再選され上院議員を務めた。1829年の選挙で彼は落選した。
彼は第21議会および続く三期の議会(1829年3月4日 - 1837年3月3日)に選任された。彼は郵政委員会および軍事委員会の議長であった。1837年2月8日には、選挙人団の多数投票を得た候補がいなかったため上院によって副大統領に選出され、1837年3月4日から1841年3月3日までマーティン・ヴァン・ビューレン大統領の下副大統領職を務めた。上院によって副大統領に選出されたのはジョンソンだけである。
ジョンソンは1850年に州議会議員に選出されたが、就任後間もなくケンタッキー州フランクフォートで死去した。彼はフランクフォート墓地に埋葬された。
彼の兄弟ジェームズおよびジョン・テレマコス、および甥のロバート・ウォード・ジョンソンは彼同様下院議員であった。またロバート・ウォードは上院議員も務めた。
アイオワ州、ケンタッキー州、ミズーリ州およびネブラスカ州のジョンソン郡は彼にちなむ。
Template:Commonsa&cat

## 参照
1. 1 2 3 4  Bevins, Richard M Johnson narrative Personal and Family Life
2. 1 2 3 4 5 6 7  Hatfield, Vice Presidents (1789–1993)
3. 1 2 3  Kleber, p. 475
4. ↑  Burke, Window to the Past
5. 1 2 3  Meyer, p. 22
6. 1 2 3 4  Meyer, p. 23
7. 1 2 3  Meyer, p. 24
8. ↑  Pratt, p. 82; McManus
9. ↑  Emmons, p.9, Langworthy, p.7; records from Meyer.
10. 1 2  Stillman, Eccentricity at the Top
11. ↑  Richard M. Johnson (1837 – 1841)
12. 1 2 3  Mills, The Vice-President and the Mulatto
13. 1 2  McQueen, p. 19
14. ↑  Stimpson, p. 133
15. 1 2  Meyer, p. 322
16. ↑  Meyer, pp. 322–323
17. 1 2 3 4  Langworthy, p. 9
18. ↑  Meyer, p. 51
19. ↑  Meyer, p. 58
20. 1 2  The Political Graveyard
21. ↑  Biographical Dictionary of Congress, "Richard Mentor Johnson"
22. 1 2  Langworthy, p. 10